# Trametes modesta
Trametes modesta är en svampart som först beskrevs av Kunze ex Fr., och fick sitt nu gällande namn av Leif Ryvarden 1972. Trametes modesta ingår i släktet Trametes och familjen Polyporaceae.   Inga underarter finns listade i Catalogue of Life.